# Миттервурцер, Фридрих
Фридрих Миттервурцер (нем. Friedrich Mitterwurzer; 16 октября 1844 — 13 февраля 1897) — немецкий актер. Сын оперного певца Антона Миттервурцера. Муж (с 1867 г.) актрисы Вильгельмины Миттервурцер.
На провинциальной сцене с 1862 г. С 1867 года по приглашению Генриха Лаубе в венском Бургтеатре, с ним же перешел в 1869 году в Лейпцигский театр. В 1871 году ненадолго снова в Бургтеатре, откуда ушел в Городской театр Вены. Был в 1884 г. директором венского Карлтеатра. С 1894 года в Бургтеатре. Был занят в труппе Бокка (Санкт-Петербург) в 1891 и следующих годах. Играл роли первых любовников, бонвиванов и характерные; из классического репертуара — Ричарда III, Яго, Франца Моора, Нарцисса, Шейлока, Гамлета.